# The Spirit of Gambo
The Spirit of Gambo is een Nederlands-Belgisch gambaconsort opgericht in 1986.

## Genre en geschiedenis
The Spirit of Gambo speelt consortmuziek, een genre kamermuziek dat zijn hoogtepunt in de zeventiende eeuw vond. Het repertoire van The Spirit of Gambo beslaat de periode van de late renaissance tot en met de barok, van Diego Ortiz tot Marin Marais. Een groot deel van het repertoire van The Spirit of Gambo bestaat uit muziek van de Engelse componisten John Jenkins, William Byrd, Orlando Gibbons en Christopher Simpson.
Het ensemble ontleent zijn naam aan de titel van een lied van Tobias Hume. De viola's da gamba van The Spirit of Gambo zijn gebouwd door een van de leden, Gesina Liedmeier. Deze viola's zijn over het algemeen wat groter dan gebruikelijk. Een grotere mensuur (de snaarlengte tussen de kam en de brug) maakt het gebruik van snaren van schapendarm mogelijk. Door het optimaliseren van dit instrumentarium met de oorspronkelijke besnaringen creëert dit ensemble haar eigen muzikale identiteit.

## Ensembleleden
- Freek Borstlap is artistiek leider en medeoprichter van The Spirit of Gambo. Hij concerteerde onder andere met het Nederlands Kamerkoor, het Nederlands Philharmonisch Orkest, Radio Kamerorkest, het Nederlands Baryton Trio en het Barockorchester Frankfurt. Hij werkte mee met concerten en opnamen van het Franse Ensemble Academia en het Duitse kamerorkest La Fantasia. Freek doceert zeventiende-eeuwse ensemblemuziek in diverse contexten.
- Gesina Liedmeier is medeoprichter van The Spirit of Gambo. Ze studeerde viola da gamba in Lyon bij Marianne Mueller en in Den Haag bij Wieland Kuijken. Ze speelde in vele ensembles en producties, zoals met Collegium Vocale Gent onder leiding van Philippe Herrewhege. Ze werkte mee aan vele radio- en cd-opnames. Gesina is naast musicus ook bouwer van historische instrumenten. De Spirit of Gambo speelt op door haar gebouwde instrumenten.
- Ivanka Neeleman studeerde viola da gamba bij Freek Borstlap en bij Wieland Kuijken aan het Koninklijk Conservatorium Brussel. Samen met Freek Borstlap vormt Ivanka Neeleman het viola da gamba ensemble Duo Dandelot. Ivanka is docente bij de muziekschool in Leiden.
- Thomas Baeté is geboren in België. Hij studeerde viool aan het Conservatorium van Antwerpen in de klas van Vegard Nilsen. Daarna legt hij zich toe op het spelen van de viola da gamba, eerst als autodidact en daarna met hulp van Piet Strijckers. In 2002 studeert hij af aan het Conservatorium van Brussel bij Wieland Kuijken. Lessen en stages met Peter Van Heyghen, Jordi Savall, Paolo Pandolfo, Sophie Watillon en Pedro Memelsdorff hebben hem verder ingewijd in de wereld van de oude muziek en de viola da gamba. Als gambist en vedelspeler speelt Thomas nu bij de Capilla Flamenca (Dirk Snellings), Mala Punica (Pedro Memelsdorff), Graindelavoix (Bjorn Schmelzer), La Caccia (Patrick Denecker) en andere. Hij is ook vast ensemblelid van La Roza Enflorese (sefardische muziek) en La Folata (Middeleeuws repertoire). Met deze groepen nam hij een tiental cd's op en was hij te horen in Noord- en Zuid-Amerika, Marokko, Rusland en de meeste landen van Europa. Daarnaast geeft hij gamba- en ensembleles in het Stedelijk Conservatorium in Leuven en de Académie de Musique van Sint-Lambrechts-Woluwe. Hij leidt een eigen ensemble ClubMediéval.

## Discografie
- 1991 - Christopher Simpson The Months, divisions voor één en twee gamba’s (cd)
- 1992 - La Manière Magnifique, concerten, suites, airs, symphonieën en pavanes voor viola’s da gamba: Sainte Colombe, Marais, Charpentier (cd)
- 1994 - The Generous Viol, John Jenkins en Christopher Simpson (cd)
- 1996 - The Spirit of Gambo and Friends, Italian and Spanish music from the 16th and 17th century: Ortiz, Frescobaldi, Vinci, Dalla Casa, Rogniono, Arcadelt, Ruffo, De Rore (cd)
- 1998 - August Kühnel Sonate o partite ad una o due viole da gamba (cd)
- 2006 - The Galaxy Recordings Dutch Music for viola da gamba from the 17th century: Johann Schenk, Christiaen Herwich en Ph. Hacquart (cd)
- 2006 - Adriaen Valerius' Nederlandtsche gedenck-clanck, composities van Dowland, Gastoldi en Coperario (cd)
- 2011 - John Jenkins - Consort Music of Four Parts deel 1 (cd)
- 2013 - John Jenkins - Consort Music of Four Parts deel 2 Fantasias, Pavans & Airs (cd)
- 2014 - Free from all, the Instrumental music of Christopher Tye (1497 - 1572) (cd)

## Prijs
De cd John Jenkins consort music of four parts uit  2011 werd onderscheiden met een Diapason d'or.